# Boarmia caumata
Boarmia caumata là một loài bướm đêm trong họ Geometridae.